# Andrea Tinnes
Andrea Tinnes (* 1969 in Püttlingen, Saarland) ist eine deutsche Schriftgestalterin, Plakatgestalterin, Grafikdesignerin und Hochschullehrerin.

## Leben und Werk
Andrea Tinnes studierte von 1989 bis 1996 Kommunikationsdesigns an der FH Mainz. Von 1996 bis 1998 studierte sie Graphic Design am California Institute of the Arts. Von 1998 bis 1999 war sie Design-Assistenz bei Jeffery Keedy in Los Angeles. Darauf folgend, von 1999 bis 2000, hatte sie den Lehrauftrag für Typografie an der FH Mainz inne. Seit 2000 arbeitet sie als selbständige Schrift- und Grafikdesignerin in Berlin. In den Jahren 2003 bis 2005 war sie Gastdozentin an der Kunsthøgskolen i Bergen, ab 2005 bis 2008 wurde sie dort Adjunct Professor. 2004 gründete sie ihr eigenes Fontlabel typecuts. Im Jahr 2007 war sie Gastprofessorin an der Burg Giebichenstein Kunsthochschule Halle. In den folgenden Jahren, von 2007 bis 2008, wurde sie dort Vertretungsprofessorin. 2008 schließlich wurde sie für die Professur für Schrift und Typografie an die Burg Giebichenstein Kunsthochschule Halle berufen. Sie war dort von 2010 bis 2014 Prorektorin für Kommunikation.
Im Jahr 2010 wurde sie zum Mitglied des Kunstbeirates des Bundesministerium der Finanzen berufen.

## Veröffentlichungen

### Schriften
- Volvox (1999–2001)
- Haircrimes (2000–2001)
- DasDeck (2000–2001)
- WeddingSans (2002)
- Switch (2002)
- Trivium (2005)
- Eastern Columbia (2005)
- Broadway Hollywood (2005)
- PTL Skopex Serif (2000–2006)[2]
- PTL Skopex Gothic (2000–2006)
- Viceroy (2007)
- PTL Roletta Ornaments (2004–2010)
- PTL Roletta Slab (2004–2010)
- PTL Roletta Sans (2004–2010)[3]
- Burg Grotesk (2011/2015)

### Publikationen
- mit Pierre Pané-Farré: Learning / Unlearning from Bauhaus. Burg Giebichenstein Kunsthochschule Halle, Halle, 2021/22.
- Imagine: Promoting Dance Culture and progressive Futures of Clubbing. Burg Giebichenstein Kunsthochschule Halle, Halle, 2022.